# Punto caldo dell'Australia dell'Est

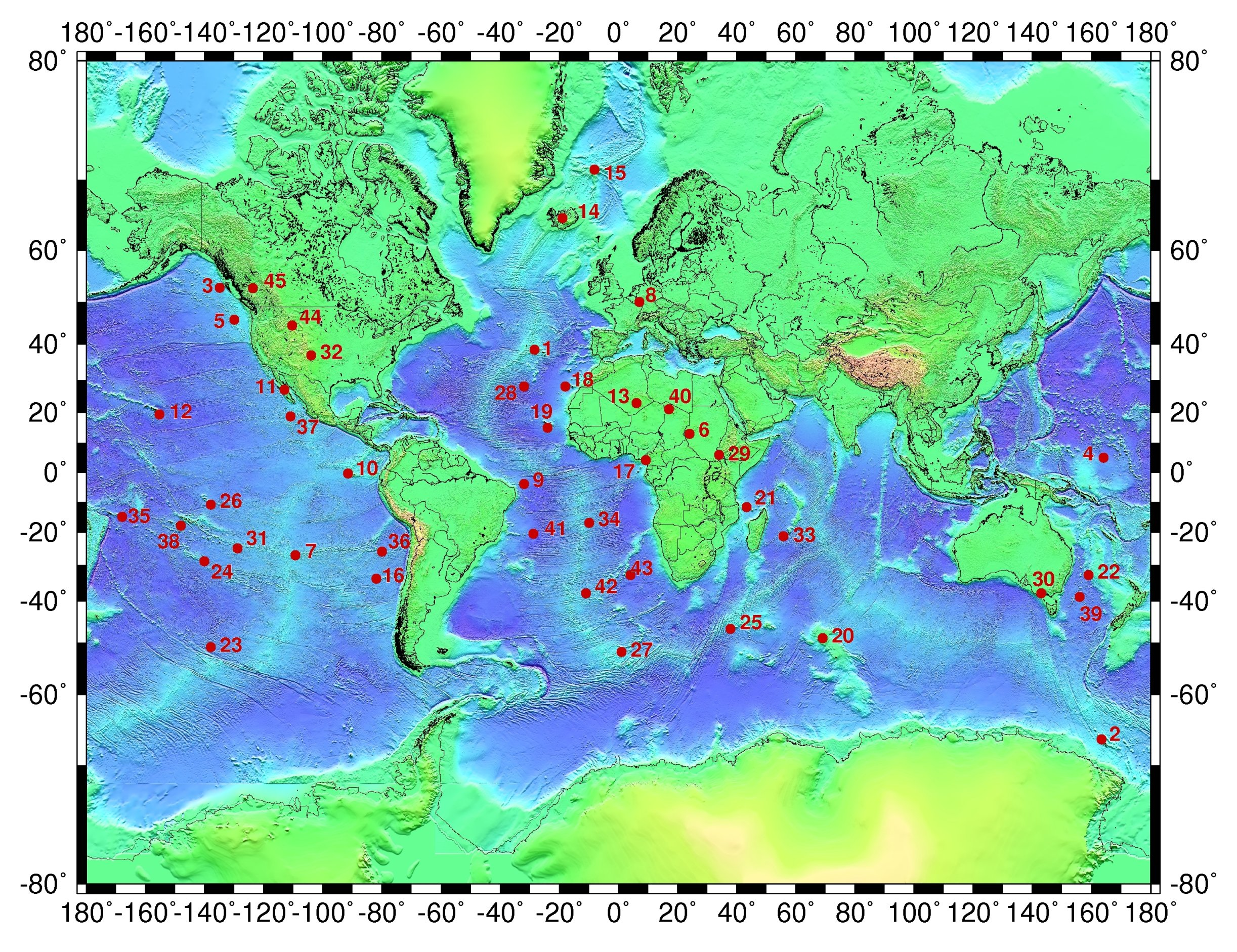
Il punto caldo dell'Australia dell'Est si trova nella parte destra della mappa, identificato dal numero 30.

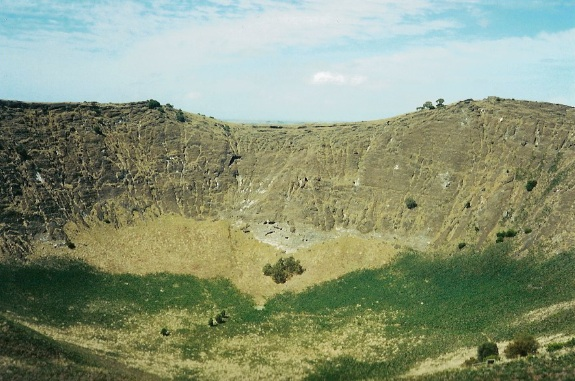
L'interno del cratere vulcanico del Monte Schank, visto dal bordo.

Il punto caldo dell'Australia dell'Est è un punto caldo vulcanico che provoca la risalita del magma lungo i punti deboli della placca indo-australiana per dare luogo alla formazione di vulcani nell'Australia dell'Est. Non produce un'unica catena vulcanica come avviene nelle isole delle Hawaii.
A differenza della maggior parte dei punti caldi, quello dell'Australia orientale dà luogo ad eruzioni esplosive, come pure a flussi di lava analoghi a quelli del punto caldo delle Hawaii, del punto caldo dell'Islanda e del punto caldo di Riunione. L'esplosività delle eruzioni è collegata al fatto che il magma basaltico interagisce con le acque della falda acquifera al di sotto della superficie, producendo violente eruzioni freato-magmatiche.
Il vulcano Tweed, nel Nuovo Galles del Sud, è un grande vulcano a scudo che è stato formato dal punto caldo circa 23 milioni di anni fa ed è caratterizzato da una delle più grandi caldere da erosione del mondo.
Alcuni vulcani della provincia hanno dato luogo a eruzioni sin dai tempi degli insediamenti dei primi aborigeni australiani, circa 46.000 anni fa. Le eruzioni più recenti si sono verificate circa 5.600 anni fa e la loro memoria è ancora presente nel folklore aborigeno. Queste eruzioni hanno formati i vulcani Monte Schank e Monte Gambier nella Nuova Provincia Vulcanica. Nella terraferma australiana non si sono registrate eruzioni dai tempi degli insediamenti europei.